# The Line (Foo Fighters)
The Line è un singolo del gruppo musicale statunitense Foo Fighters, pubblicato il 7 settembre 2017 come terzo estratto dal nono album in studio Concrete and Gold.

## Tracce
1. The Line – 3:38

## Formazione
Gruppo
- Dave Grohl – voce, chitarra
- Chris Shiflett – chitarra
- Pat Smear – chitarra
- Nate Mendel – basso
- Rami Jaffee – mellotron, pianoforte, organo B3
- Taylor Hawkins – batteria, cori

Altri musicisti
- Greg Kurstin – bass synth, vibrafono
- Jessy Greene – violino

Produzione
- Greg Kurstin – produzione
- Foo Fighters – produzione
- Darrell Thorp – ingegneria del suono, missaggio, mastering
- Alex Pasco – ingegneria del suono
- Julian Burg – ingegneria del suono
- Samon Rajabnik – ingegneria del suono
- Brenadan Dekora – ingegneria del suono
- Chaz Sexton – assistenza tecnica
- David Ives – mastering

## Classifiche
| Classifica (2017/18)             | Posizione massima |
| -------------------------------- | ----------------- |
| Canada (rock)                    | 1                 |
| Regno Unito (rock & metal)       | 7                 |
| Stati Uniti (alternative)        | 30                |
| Stati Uniti (mainstream rock)    | 4                 |
| Stati Uniti (rock & alternative) | 41                |